# Тишки-Гостери
Тишки-Гостери (пољ. Tyszki-Gostery) је село у Пољској које се налази у војводству Мазовском у повјату Остролецком у општини Червињ.
Број становника је око 60
Основан у XIV веку.
Од 1975. до 1998. године ово насеље се налазило у Остролецком војводству.